# КК Олимпик Антиб
КК Олимпик Антиб (фр. Olympique d'Antibes) је француски кошаркашки клуб из Антиба. Клуб је такође познат под именом Ајкуле Антиб (фр. Sharks d'Antibes). У сезони 2019/20. такмичи се у Про Б лиги Француске.
Клуб је основан 1933. године а освојио је Првенство Француске три пута. Исто толико пута је стигао до другог места.

## Успеси

### Национални
- Првенство Француске:
  - Првак (3): 1969/70, 1990/91, 1994/95.
  - Вицепрвак (3): 1983/84, 1989/90, 1992, 1993/94.

## Познатији играчи
- Борис Дало
- Тимоте Ливаву
- Лари О'Банон
- Зоран Сретеновић